# Champigny-lès-Langres
Champigny-lès-Langres ist eine französische Gemeinde mit 406 Einwohnern (Stand: 1. Januar 2022) im Département Haute-Marne in der Region Grand Est (bis 2015 Champagne-Ardenne). Die Gemeinde gehört zum Arrondissement Langres und zum 2017 gegründeten Gemeindeverband Grand Langres. Die Bewohner werden Campinois genannt.

## Geografie
Champigny-lès-Langres liegt im Norden des Plateaus von Langres, etwa drei Kilometer nordnordöstlich von Langres an der Marne. Umgeben wird Champigny-lès-Langres von den Nachbargemeinden Charmes im Norden, Bannes im Osten, Peigney im Süden und Südosten, Langres im Süden sowie Humes-Jorquenay im Westen.

## Bevölkerungsentwicklung
| Jahr                       | 1962 | 1968 | 1975 | 1982 | 1990 | 1999 | 2006 | 2011 | 2018 |
| Einwohner                  | 407  | 420  | 398  | 445  | 418  | 443  | 435  | 407  | 424  |
| Quellen: Cassini und INSEE |      |      |      |      |      |      |      |      |      |

## Sehenswürdigkeiten
- Kirche Saint-Sébastien, Monument historique seit 1926

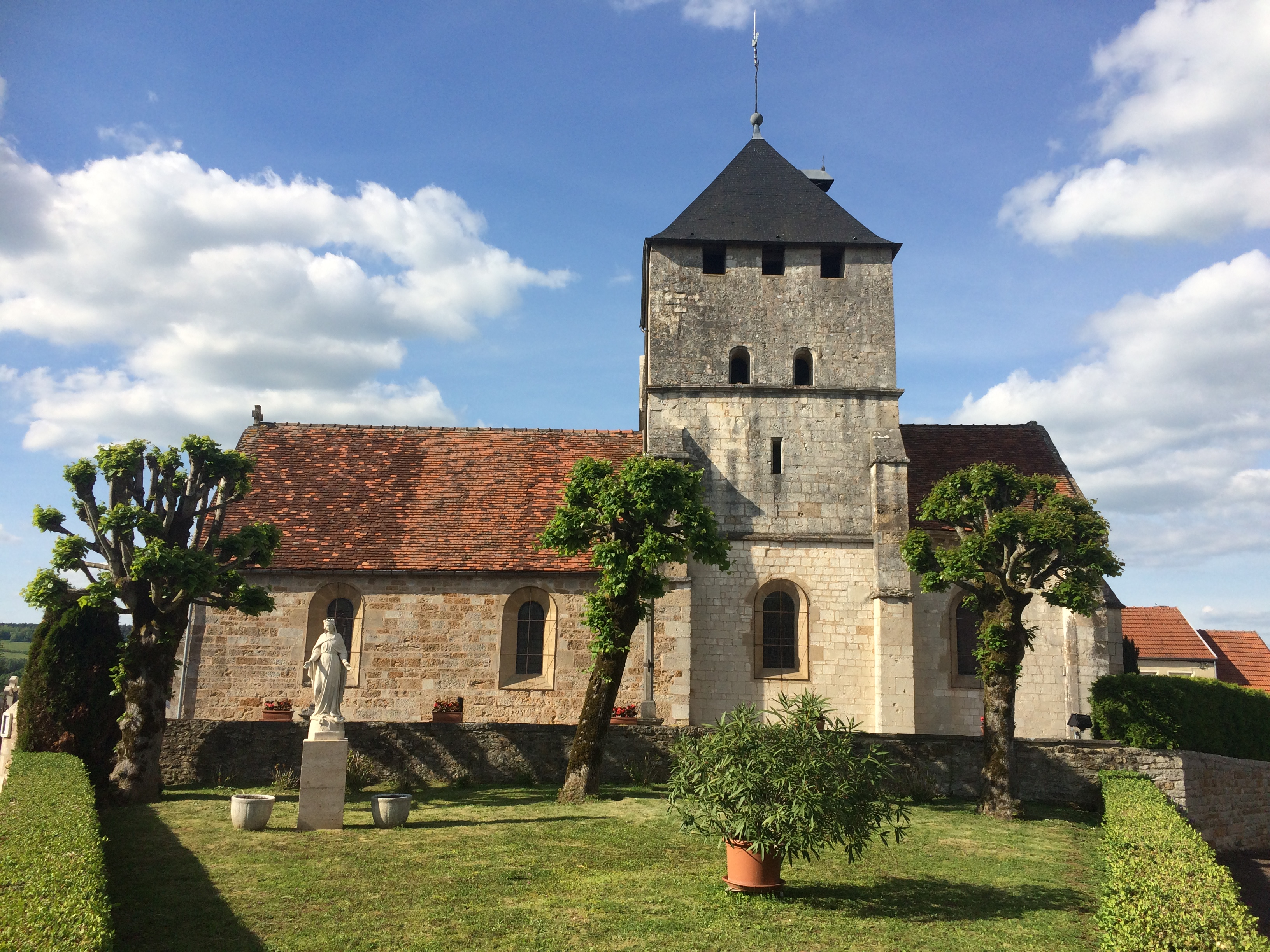
Kirche Saint-Sébastien

## Persönlichkeiten
- Pierre Jacotin (1765–1827), Kartograf und Ingenieur

## Belege
1. ↑  Champigny-lès-Langres auf cassini.ehess.fr (französisch)
2. ↑  Champigny-lès-Langres auf INSEE